# オシメン
オシメン (Ocimene) は、様々な植物や果物の中で見られるモノテルペンである。いくつかの異性体が存在し、α-オシメンと、2つのβ-オシメンは、二重結合の位置が異なる。α-オシメンの系統名は、3,7-ジメチル-1,3,7-オクタトリエン、β-オシメンの系統名は、3,7-ジメチル-1,3,6-オクタトリエンである。β-オシメンには、中央の二重結合に対して2つの立体異性体を持つ。天然では、これらが混ざった形で見られる。混合物も純粋なものも、心地よい香りのする油状の物質であり、香水に用いられる。関連する非環式テルペンのミルセンのように、オシメンも空気中で不安定である。また、他のテルペンと同様に、オシメンは水にほとんど溶けないが、一般の有機溶媒には溶ける。